# Kidinnu (cráter)

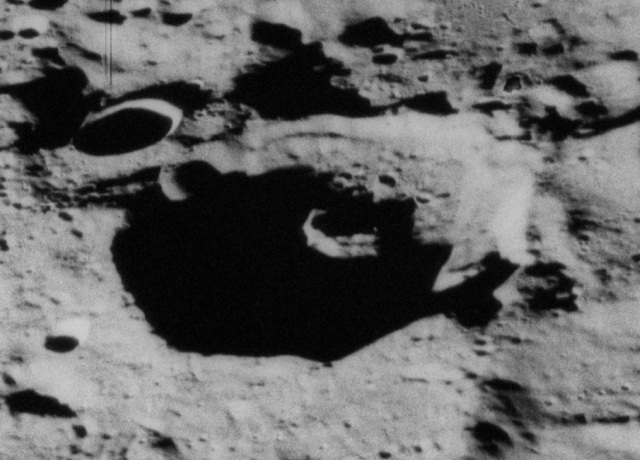
Fotografía de la misión Apolo 16

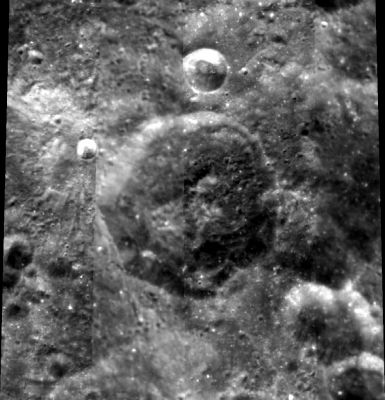
Fotografía de la misión Clementine (1994)

Kidinnu es un cráter de impacto perteneciente a la cara oculta de la Luna. Se encuentra al sur del cráter H. G. Wells y al sureste de Cantor.
|  |

Se trata de un cráter poco formado, de aspecto irregular y con un borde exterior similar a un polígono redondeado. La pared interior varía en anchura, con el tramo más estrecho en el noreste abultado hacia afuera. No aparecen cráteres en el borde o dentro del interior, cuyo suelo es desigual, con una cresta central que corre hasta el borde sur.

## Cráteres satélite
Por convención estos elementos son identificados en los mapas lunares poniendo la letra en el lado del punto medio del cráter que está más cercano a Kidinnu.
|         | \| Kidinnu \| Coordenadas \| Diámetro \| \| ------- \| ------------------------------ \| -------- \| \| E \| 36°18′N 124°30′E / 36.3, 124.5 \| 60 km \| |          |
| Kidinnu | Coordenadas | Diámetro |
| E       | 36°18′N 124°30′E / 36.3, 124.5 | 60 km    |